# Supercoupe d'Espagne de football 2021-2022
Navigation
Édition précédente Édition suivante
La Supercoupe d'Espagne de football 2021-2022 est une compétition de football opposant les deux finalistes de la Coupe d'Espagne et les deux meilleures équipes du championnat 2020-2021. Il s'agit de la 38e édition de ce trophée.
La compétition se déroule du 12 au 16 janvier 2022 au Stade international du Roi-Fahd de Riyad.

## Participants
| Club               | Qualifié en tant que                      |
| ------------------ | ----------------------------------------- |
| FC Barcelone       | Vainqueur de la Coupe d'Espagne 2020-2021 |
| Athletic Bilbao    | Finaliste de la Coupe d'Espagne 2020-2021 |
| Atlético de Madrid | Champion d'Espagne 2020-2021              |
| Real Madrid        | Vice-champion d'Espagne 2020-2021         |

## Compétition
|  | Demi-finales           | Demi-finales           |                 |   | Finale                 | Finale                 |
|  | Demi-finales           | Demi-finales           |                 |   | Finale                 | Finale                 |
|  |                        |                        |                 |   |                        |                        |
|  | 13 janvier 2022, Riyad | 13 janvier 2022, Riyad |                 |   | 16 janvier 2022, Riyad | 16 janvier 2022, Riyad |
|  | 13 janvier 2022, Riyad | 13 janvier 2022, Riyad |                 |   | 16 janvier 2022, Riyad | 16 janvier 2022, Riyad |
|  | Atlético de Madrid     | 1                      |                 |   | 16 janvier 2022, Riyad | 16 janvier 2022, Riyad |
|  | Atlético de Madrid     | 1                      |                 |   | 16 janvier 2022, Riyad | 16 janvier 2022, Riyad |
|  | Athletic Bilbao        | 2                      |                 |   | 16 janvier 2022, Riyad | 16 janvier 2022, Riyad |
|  | Athletic Bilbao        | 2                      | Athletic Bilbao | 0 |                        |                        |
|  | 12 janvier 2022, Riyad |                        | Athletic Bilbao | 0 |                        |                        |
|  |                        | Real Madrid            | 2               |   |                        |                        |
|  | FC Barcelone           | Real Madrid            | 2               | 2 |                        |                        |
|  | FC Barcelone           |                        |                 | 2 |                        |                        |
|  | Real Madrid            | 3 ap                   |                 |   |                        |                        |
|  | Real Madrid            | 3 ap                   |                 |   |                        |                        |

### Demi-finales
| Match 1                 | Atlético de Madrid   | 1 − 2   | Athletic Bilbao                                                 | Stade international du Roi-Fahd, Riyad                                               |                                                                                      |
| 13 janvier 2022 (UTC+3) | Unai Simón 62e (csc) | (0 - 0) | 77e Yeray Álvarez ( Muniain) · 81e Nico Williams ( Dani García) | Spectateurs : 7 000 Diffuseur : L'Équipe Arbitrage : Guillermo Cuadra Fernández (es) | Spectateurs : 7 000 Diffuseur : L'Équipe Arbitrage : Guillermo Cuadra Fernández (es) |
| 13 janvier 2022 (UTC+3) | J. Giménez 94e       | Rapport |                                                                 | Spectateurs : 7 000 Diffuseur : L'Équipe Arbitrage : Guillermo Cuadra Fernández (es) | Spectateurs : 7 000 Diffuseur : L'Équipe Arbitrage : Guillermo Cuadra Fernández (es) |

| Match 2                 | FC Barcelone                                   | 2 - 3 a. p. | Real Madrid                                                                                       | Stade international du Roi-Fahd, Riyad                                               |                                                                                      |
| 12 janvier 2022 (UTC+3) | Luuk de Jong 41e · (Jordi Alba ) Ansu Fati 83e | (1 - 1)     | 25e Vinícius Júnior ( Benzema) · 72e Karim Benzema ( Carvajal) · 98e Federico Valverde ( Rodrygo) | Spectateurs : 30 000 Diffuseur : L'Équipe Arbitrage : José Luis Munuera Montero (es) | Spectateurs : 30 000 Diffuseur : L'Équipe Arbitrage : José Luis Munuera Montero (es) |
| 12 janvier 2022 (UTC+3) | Rapport                                        |             |                                                                                                   | Spectateurs : 30 000 Diffuseur : L'Équipe Arbitrage : José Luis Munuera Montero (es) | Spectateurs : 30 000 Diffuseur : L'Équipe Arbitrage : José Luis Munuera Montero (es) |

### Finale
| Match 3                 | Athletic Bilbao | 0−2     | Real Madrid                                           | Stade international du Roi-Fahd, Riyad                                      |                                                                             |
| 16 janvier 2022 (UTC+3) |                 | (0-1)   | 37e Luka Modric ( Rodrygo) · 51e (pen.) Karim Benzema | Spectateurs : 30 000 Diffuseur : L'Équipe Arbitrage : César Soto Grado (es) | Spectateurs : 30 000 Diffuseur : L'Équipe Arbitrage : César Soto Grado (es) |
| 16 janvier 2022 (UTC+3) |                 | Rapport | 87e Éder Militão                                      | Spectateurs : 30 000 Diffuseur : L'Équipe Arbitrage : César Soto Grado (es) | Spectateurs : 30 000 Diffuseur : L'Équipe Arbitrage : César Soto Grado (es) |

Homme du match :  Luka Modrić.